# Ryan Willie
Ryan Willie (* 24. Juni 2002 in Baltimore, Maryland) ist ein US-amerikanischer Leichtathlet, der sich auf den Sprint spezialisiert hat. Seinen größten sportlichen Erfolg feierte er im Jahr 2023 mit dem Gewinn der Goldmedaille in der Mixed-Staffel bei den Weltmeisterschaften in Budapest.

## Sportliche Laufbahn
Ryan Willie wuchs in Potomac in Maryland auf und besucht seit 2020 die University of Florida. In den Jahren 2022 und 2023 wurde er NCAA-Collegemeister in der 4-mal-400-Meter-Staffel mit den Florida Gators und 2023 startete er mit der US-amerikanischen Mixed-Staffel über 4-mal 400 Meter bei den Weltmeisterschaften in Budapest und verhalf dem Team dort zum Finaleinzug und war somit am Gewinn der Goldmedaille beteiligt.

## Persönliche Bestzeiten
- 200 Meter: 20,51 s (+1,3 m/s), 31. März 2023 in Gainesville
  - 200 Meter (Halle): 20,84 s, 11. Februar 2023 in Fayetteville
- 400 Meter: 44,25 s, 9. Juni 2023 in Austin
  - 400 Meter (Halle): 44,93 s, 11. März 2023 in Albuquerque